# 貴陽日報
貴陽日報是中共貴陽市委機關報，創刊於1958年8月。1961年1月停刊。1980年5月26日，貴陽晚報創刊並成為中共貴陽市委機關報。2000年4月1日，貴陽晚報社恢復貴陽日報，同時貴陽日報恢復中共貴陽市委機關報的地位。貴陽晚報則不再是中共貴陽市委機關報，但繼續存在。2008年，貴陽日報傳媒集團成立。

## 外部連結
- 官方网站